# Hans Albert
Hans Albert (Keulen, 8 februari 1921 – 24 oktober 2023) was een Duits filosoof, bekend als vertegenwoordiger van het kritisch rationalisme.
Na zijn militaire dienst en Amerikaanse krijgsgevangenschap studeerde hij economische en sociale wetenschappen aan de Universiteit van Keulen. In 1952 promoveerde hij hier op het proefschrift Rationalität und Existenz – Politische Arithmetik und politische Anthropologie, en in 1955 behaalde hij zijn habilitatie op het wetenschappelijk proefschrift "Nationalökonomie als Soziologie der kommerziellen Beziehungen". Vanaf 1963 was hij werkzaam aan de Universiteit van Mannheim.
De gebieden waarop hij onderzoek verrichtte zijn de menswetenschappen en de algemene studies van methodes. Hij was een kritisch rationalist, en gaf extra aandacht aan rationele heuristiek. Hij staat bekend als een criticus van de continentale hermeneutische traditie, stammend uit de filosofie van Martin Heidegger en Hans-Georg Gadamer.
Albert leefde in Heidelberg en was een honderdplusser. Hij overleed op 102-jarige leeftijd.

## Publicaties
- 1968. Traktat über kritische Vernunft Mohr Siebeck, Tübingen; 5. verb. & erw. Auflage 1991; ISBN 3-8252-1609-8. 1992: ISBN 3-16-145721-8
- 1969. Met Adorno, Dahrendorf, Habermas, Pilot und Popper: Der Positivismusstreit in der deutschen Soziologie Luchterhand, Neuwied & Berlin; 8. Auflage 1980
- 1973. Theologische Holzwege. Gerhard Ebeling und der rechte Gebrauch der Vernunft Tübingen ISBN 3-16-534911-8
- 1977. Kritische Vernunft und menschliche Praxis (mit autobiographischer Einleitung), Verlag Philipp Reclam jun., Stuttgart; Universalbibliothek N. 9874, 2. Ausgabe, durchgesehen und ergänzt, 1984
- 1978. Traktat über rationale Praxis Mohr Siebeck, Tübingen, ISBN 978-3168408420.
- 1979. Das Elend der Theologie. Kritische Auseinandersetzung mit Hans Küng Hoffmann & Campe ISBN 3455088538; Alibri Verlag, 2005 ISBN 3-86569-001-7
- 1982. Die Wissenschaft und die Fehlbarkeit der Vernunft Mohr Siebeck, Tübingen
- 1994. Einführung in den kritischen Rationalismus, Vorlesung Cassettenedition (neun Tonbandkassetten mit einer Begleitschrift von H. G. Ruß), Carl Auer, Heidelberg
- 2000. Kritischer Rationalismus Mohr Siebeck, Tübingen (UTB 2138)
- 2001. Hans Albert. Lesebuch Mohr Siebeck UTB, Tübingen (Aufsatzsammlung, Liste der Publikationen)
- 2005. Hans Albert & Karl R. Popper: Briefwechsel, hgg. v. Martin Morgenstern und Robert Zimmer, Fischer, Frankfurt ISBN 3-596-16586-5
- 2007. In Kontroversen verstrickt. Vom Kulturpessimismus zum kritischen Rationalismus, Lit Verlag, Münster, ISBN 382580433X
- 2008. Joseph Ratzingers Rettung des Christentums: Beschränkungen des Vernunftgebrauchs im Dienste des religiösen Glaubens, Alibri Verlag, ISBN 3865690378
- 2008. Met Paul Feyerabend: Briefwechsel, Bd. I: 1958–1971, hgg. v. Wilhelm Baum, Kitab Vlg., Klagenfurt/Wien 2008
- 2009. Met Paul Feyerabend: Briefwechsel, Bd. II: 1972-1986, hgg. v. Wilhelm Baum u. Michael Mühlmann, Kitab Vlg., Klagenfurt/Wien 2009, ISBN 978-3-902585-27-1

- Bibsys: 90153502
- Biblioteca Nacional de España: XX824130
- Bibliothèque nationale de France: cb12027794n (data)
- Catàleg d'autoritats de noms i títols de Catalunya: 981058507476406706
- CiNii: DA01261280
- Gemeinsame Normdatei: 118501445
- International Standard Name Identifier: 0000 0001 0922 8237
- Library of Congress Control Number: n50035397
- Nationale Bibliotheek van Letland: 000027868
- Bibliotheek van het Japanse parlement: 00431152
- Nationale Bibliotheek van Tsjechië: ola2002142484
- Nationale bibliotheek van Australië: 35002603
- Nationale Bibliotheek van Israël: 987007257401005171
- Nationale Bibliotheek van Polen: a0000002300042
- Nationale en Universitaire bibliotheek Zagreb: 000730299
- Nederlandse Thesaurus van Auteursnamen: 068394896
- Réseau des bibliothèques de Suisse occidentale: 02-A002915401
- Istituto Centrale per il Catalogo Unico: MILV044974
- LIBRIS: 290354
- Système universitaire de documentation: 028443829
- Trove: 785421
- Virtual International Authority File: 88673254
- WorldCat: E39PBJxCtx3DVYRmQbv4w6YwYP